# Canon EOS 5DS
Die Canon EOS 5DS und 5DS R sind digitale Spiegelreflexkameras der EOS-Modellserie des japanischen Herstellers Canon. Sie wurden im Juni 2015 in den Markt eingeführt.

## Technische Merkmale
In den Kameras kommt ein 50,6-Megapixel-CMOS-Vollformatsensor zum Einsatz. Aufnahmereihen sind mit einer Geschwindigkeit von fünf Bildern pro Sekunde möglich. Videos werden in 1080p-Auflösung mit 24 (ATSC), 25 (PAL) oder 30 (ATSC) Bildern pro Sekunde aufgezeichnet. Ebenso stehen die Auflösungen 720p und VGA zur Verfügung.
Der Belichtungsindex des Sensors beträgt in den Standardeinstellungen ISO 100 bis 6.400 und ist erweiterbar auf ISO 50 bis ISO 12.800.
Die Kameras besitzen im Weiteren folgende technische Merkmale:
- 61 Punkt-Messfelder/41 Kreuzsensoren
- 8,11-cm-LC-Display (3,2") im 3:2-Format mit einer Auflösung von 720 × 480 Pixeln
- Nutzung sowohl von CompactFlash-Karten Typ I (UDMA-7-kompatibel) als auch SD-, SDHC- oder SDXC-Speicherkarten in zwei unabhängigen Steckplätzen
- Sucher mit 100 % Bildfeld
- HDR-Modus
- Zwei DIGIC-6-Bildprozessoren

Eine Funkübertragung von Fotos ist mit dem optionalen Funkdateiübertrager (wireless file transmitter) WFT-E7 des Herstellers möglich. Durch die Begrenzung auf eine Videomaximallänge von 29 Minuten und 59 Sekunden wird eine Besteuerung der Geräte als Videokamera vermieden.

## GPS-Anschluss
Als Zubehör bietet der Hersteller den GPS-Empfänger GP-E2 an. Bei diesen Kameras kann er wahlweise über den Blitzschuh oder über den USB-Anschluss direkt mit den Kameras genutzt werden. Die vom GPS-Empfänger ermittelten GEO-Koordinaten werden in den Exif-Daten der Fotos und Videos gespeichert (Geo-Imaging). Der im GPS-Empfänger eingebaute elektronische Kompass ermittelt die Blickrichtung, welche ebenfalls in den Exif-Daten der Fotos gespeichert wird.

## Modellvariante 5DS R
Von der Modellvariante 5DS unterscheidet sich das Kameramodell 5DS R dadurch, dass bei letzterem effektiv kein analoger Tiefpassfilter vor dem Sensor verbaut ist. Dadurch ist das Modell in der Lage, bei Einsatz eines geeigneten, nicht limitierenden Objektivs höher aufzulösen; in Grenzfällen geht dies einher mit möglichen Moiré-Effekten, die sonst durch den Tiefpass verhindert würden.

### Implementierung des Modells
Beim Fotografieren feiner Muster, die nahezu das gleiche Raster aufweisen wie das der Sensorpixel, entstehen Moiré-Artefakte. Um diese zu verhindern, ist ein analoger Tiefpassfilter notwendig. Er reduziert gleichzeitig die effektive Auflösung, da besonders feine Kontraste „verschmiert“ werden. Die Konzeption des Modells 5DS R sah vor, zugunsten einer höheren Auflösung und unter Inkaufnahme von Moiré-Bildung auf den Tiefpassfilter zu verzichten. Ein direktes Entfernen des Bauteils jedoch hätte die Länge des optischen Weges verändert, was wiederum zu aufwändigen Konstruktionsänderungen geführt hätte. Um das zu verhindern, wählte man einen anderen Implementierungsansatz.
Entlang der optischen Weglänge innerhalb Kamera passiert das Licht auf dem Weg zum Bildsensor verschiedene Filter, insbesondere je einen horizontalen und vertikalen Streufilter. Diese teilen das Licht eines Pixels auf benachbarte Pixel auf und realisieren so den analogen Tiefpass.
Im Modell 5DS R ist der horizontale Streufilter durch einen vertikalen inversen Filter ersetzt (in Publikationen „Tiefpass-Aufhebungsfilter“ genannt), der den Effekt des vertikalen Streufilters unmittelbar umkehrt und so die Wirkung des ersten Filters kompensiert. Durch die zwei Filter ist die optische Weglänge mit dem Modell 5DS identisch; diesbezügliche Konstruktionsänderungen werden vermieden.